# Gỗ MFC
Gỗ MFC (tên đầy đủ là Melamine Face Chipboard) là một loại gỗ công nghiệp được sử dụng nhiều trong sản xuất nội thất hiện đại. Gỗ MFC thường còn gọi là gỗ ván ép hoặc gỗ ván dăm (OSB, PB, WB) phủ Melamine.

## Cấu tạo
Gỗ MFC bao gồm 2 phần, lõi ván dăm và bề mặt melamine.
Ván dăm (chipboard), thường được sản xuất từ gỗ rừng trồng từ các loại cây thu hoạch ngắn ngày như keo, cao su, bạch đàn... Thân gỗ sau khi được khai thác sẽ được băm nhỏ thành dăm gỗ, kết hợp với keo, ép lại thành tấm dưới cường độ áp suất nén cao.
Bề mặt được phủ lên một lớp Melamine, có tác dụng tạo thẩm mỹ, chống trầy xước, chống cháy và chống thấm bề mặt. Lớp bề mặt này thường có giả vân gỗ hoặc giả kim loại rất đẹp mắt.

## Quy cách tấm
Ván MFC được sản xuất chia thành ba loại kích thước cơ bản là size nhỏ - size trung bình và size lớn:
Size nhỏ: 1.220 x 2.440x (9 – 50)mm
Size trung bình: 1.530 x 2.440 x (18/25/30)mm
Size lớn: 1.830 x 2.440 x (12/18/25/30)mm
Tùy thuộc vào nhu cầu sử dụng mà người ta phủ Melamine từ 1.5mm – 50mm một hoặc hai mặt khác nhau.

## Ưu điểm
- Bề mặt bền (chống trầy, chống cháy)
- Giá thành rẻ hơn so với MDF, Veneer (60%)
- Màu đảm bảo đồng nhất (do sản xuất sẵn từ nhà máy)
- Thời gian thi công nhanh thích hợp cho các dự án gấp (không phải sơn phủ hoàn thiện)
- Lõi gỗ dăm bám ốc vít tốt, tạo độ chắc bền hơn cả gỗ MDF.
- Màu sắc Melamine đa dạng và luôn sẵn có dễ dàng lựa chọn.

## Nhược điểm
- Cạnh hoàn thiện bằng chỉ PVC nên không có độ liền lạc cao
- Đa số chỉ PVC chỉ có bề rộng 28mm nên hạn chế về độ dày mặt bàn (trừ một số màu mới có chỉ dày đến 55mm)
- Bề mặt không tự nhiên (trừ một số màu mới giống veneer)

## Giá thành
Rẻ (khoảng 60% so với MDF, Veneer).

## Ứng dụng
Cho các dạng đồ nội thất theo khối phẳng, thẳng: tủ quần áo, kệ gỗ, kệ trang trí, bàn làm việc hiện đại, ốp trần, ốp tường,...